# Větrný mlýn v Býšti
Větrný mlýn v Býšti v místní části Hrachoviště je zaniklý mlýn německého typu, který stál necelých 200 metrů jižně od středu návsi Hrachoviště, v nadmořské výšce přibližně 245 m n. m.

## Historie
Dřevěný větrný mlýn byl postaven pravděpodobně v době založení vsi Hrachoviště kolem roku 1790, kdy 20 rodin z Levína ve vládním okrese Vratislavském opustilo Slezsko, které se odtrhlo od Země Koruny české, a za vlády Josefa II. se usadilo na Pardubickém panství. Mlýn patřil ke stavení čp. 22 a postavil jej František Brauner na pozemkové parcele č. 68.
Mlýn ročně semlel 120 měřic žita, 40 měřic pšenice, 60 měřic ječmene a 60 měřic směsky. Pracoval o jednom složení a s jedním pracujícím. Mlelo se zde obilí na chléb i na šrot. V mlýně byl také krupník a poslední majitel Praus zde zřídil cirkulárku na dříví.
Mlýn byl při vichřici roku 1913 vyřazen z provozu a v lednu 1914 byl zbořen. V místě, kde stával, se dochovaly prohloubeniny po základech hlavního kříže. Krupník z větráku byl přemístěn do mlýna u Hlasných v Býšti. Hospodářství čp. 22 je nazýváno Ve mlýně.